# Silvère Ganvoula
Silvère Ganvoula, né le 29 juin 1996 à Brazzaville, est un footballeur international congolais. Il évolue au poste d'attaquant à l'AC Monza.

## Biographie

### Patronage Sainte-Anne (2013-2014)
Silvère Ganvoula signe son premier contrat pro en faveur du Patronage Sainte-Anne, club de première division congolaise. 

### Raja Casablanca (2014-2015)
En septembre 2014, il signe au Raja Casablanca en Botola Pro, pour une durée de cinq ans. Mais après une saison et un manque de temps de jeu, Ganvoula décide de changer d'air.

### Elazığspor Kulübü (2015-2016)
Silvère s'envole vers la Turquie et signe pour trois ans au Elazığspor Kulübü en deuxième division turque. Il est le huitième joueur étranger intégré a l'effectif et tarde à être vu sur les feuilles de matchs. Ainsi, en quatre mois, il ne joue que trois matchs (172 minutes de temps de jeu). Mais à la suite d'un magnifique but marqué lors de la 19e journée, Ganvoula parvient à s'imposer et joue régulièrement. Il termine la saison avec 16 matchs joués, 5 buts et 1 passe décisive, un bilan positif qui attire plusieurs clubs. À la fin de la saison, le club connait de sérieux problèmes financiers et les retards de salaires se multiplient. Ganvoula résilie son contrat qui le liait à Elazığspor Kulübü jusqu’en 2020. 

### KVC Westerlo (2016-2017)
Il a donc le choix entre la Jupiler Pro League où la Liga NOS ou une offre concrète venant du CS Marítimo lui est adressé. Il s'envole finalement pour la Belgique et signe au KVC Westerlo durant l'été 2015 pour trois ans. Dès son arrivée, Ganvoula convient et s'offre une place de titulaire, qui devient indiscutable. Il finit meilleur buteur de la mi-saison au KVC Westerlo avec 7 buts et 1 passe décisive, Il est également l'une des révélations de cette mi-saison en Jupiler Pro League. 

### RSC Anderlecht (2017-2019)
Le RSC Anderlecht, deuxième au classement, attire Silvère en même temps qu'Henry Onyekuru du KAS Eupen. Un accord est trouvé entre les deux clubs. Le KVC Westerlo, premier non-relégable du championnat, cède donc son attaquant. Il signe donc lors du mercato hivernal en faveur du RSC Anderlecht pour un an. Le KVC Westerlo, qui voulait que Ganvoula termine la saison sous leurs couleurs, a demandé un prêt jusqu’à la fin de la saison pour assurer leur maintien. Anderlecht accepte donc de payer son salaire dès le mois de février et de le mettre gratuitement à la disposition du club campinois. Le montant du transfert n'a pas été devoilé.

#### Prêt KV Malines (2017-2018)
Le 30 août 2017, le RSCA décide de prêter, sans option d'achat, Silvère au club flandrien du KV Malines.

### Prêt et transfert définitif au VfL Bochum (2018-2023)
En juillet 2018, le Congolais a été prêté au VfL Bochum, club de deuxième division allemande, pour lequel il a disputé 21 matches de championnat (5 buts) et une participation au DFB-Pokal lors de sa première saison. Pour la saison 2019-2020, le VfL Bochum a finalement acquis les droits de transfert de Ganvoula via une option d'achat, et il a signé un nouveau contrat qui court jusqu'au 30 juin 2023. Lors de la saison 2020-2021 son équipe fut promu en Bundesliga grâce à un travail d'équipe exemplaire.

### BSC Young Boys (2023-2025)
En juin 2023, il rejoint la Suisse et le BSC Young Boys pour un contrat de 3 ans.
Il quitte le club de la capitale bernoise début février 2025 pour la Serie A, le championnat italien.

### AC Monza (depuis 2025)
Il rejoint le 2 février 2024 l'AC Monza où il a signé un contrat de 1 an soit jusqu'en juin 2026.

### En sélection
Avec l'équipe du Congo U20, il participe à la Coupe d'Afrique des nations Junior en 2015 organisée au Sénégal. Lors du tournoi, il inscrit un but contre la Côte d'Ivoire, un but contre le Nigeria, et enfin un but contre le Sénégal. Il reçoit sa première convocation en Équipe du Congo le 17 mai 2014, contre la Namibie, dans le cadre des Éliminatoires de la Coupe d'Afrique des nations 2015 (défaite 1-0). Le 1er juin 2014, il inscrit son premier but en sélection, de nouveau contre la Namibie, dans le cadre de ces mêmes éliminatoires (victoire 3-0).

## Palmarès
- RSC Anderlecht
  - Vainqueur de la Supercoupe de Belgique en 2017.
- VfL Bochum
  - 2. Bundesliga
    - Champion en 2021
- BSC Young Boys
  - Super League
    - Champion 2024